# ダダ・マラヴィーリャ
ダダ・マラヴィーリャ (Dadá Maravilha) ことダリオ・ジョゼ・ドス・サントス（Dario José dos Santos、1946年3月4日 - ）は、ブラジルの元同国代表サッカー選手。
ブラジルリーグで、3度も得点王に輝いた、往年の名選手。

## 経歴
ブラジルのクラブを渡り歩き、1971年に初代セリエA得点王、1972年に得点王連覇、1976年に3度目の得点王に輝く。しかし、代表とは縁がなく、6試合の出場に留まった。